# Fedorivka, Onufriivka
Fedorivka (în ucraineană Федорівка; în trecut, Krasnofedorivka, în ucraineană Краснофедорівка) este un sat în comuna Mariivka din raionul Onufriivka, regiunea Kirovohrad, Ucraina.

## Demografie
Componența lingvistică a localității Fedorivka
     Ucraineană (90%)
     Rusă (10%)
Conform recensământului din 2001, majoritatea populației localității Fedorivka era vorbitoare de ucraineană (90%), existând în minoritate și vorbitori de rusă (10%).